# Buenaventura Carbó

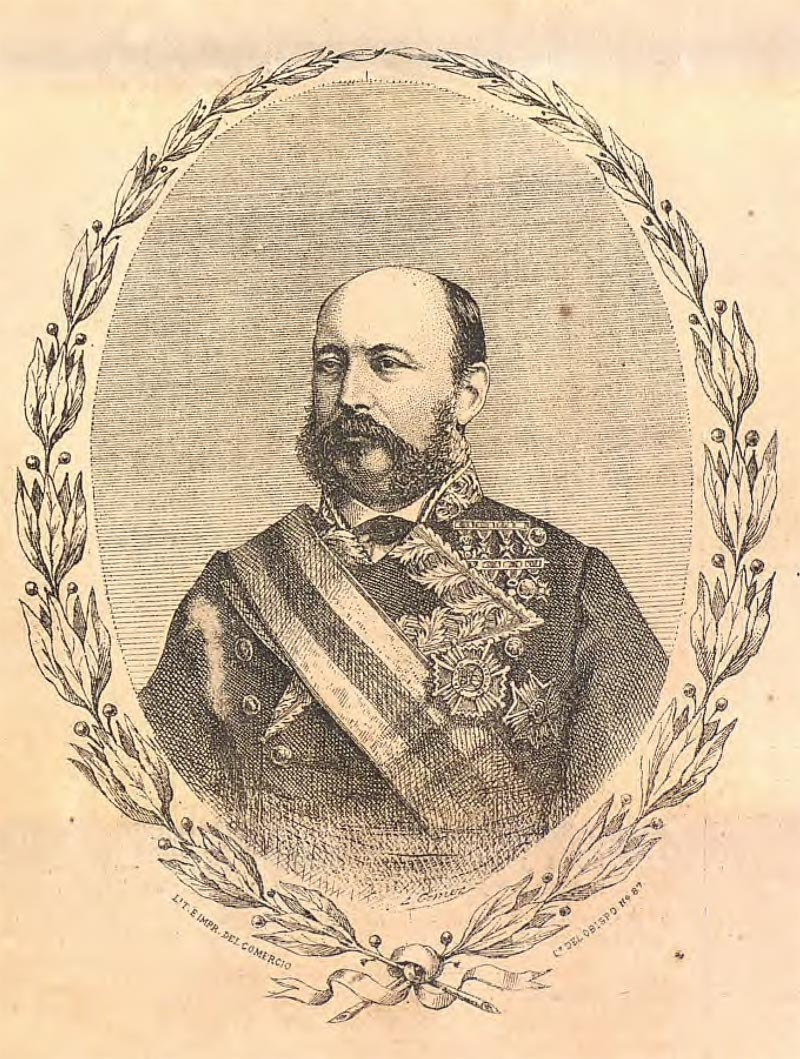
Retrato del general Buenaventura Carbó publicado en El Moro Muza en 1870.

Buenaventura Carbó y Aloy (Madrid, 25 de octubre de 1819 - 2 de marzo de 1888) fue un militar de Infantería y político español, que alcanzó el grado de teniente general. Desempeñó entre otros los cargos de presidente de la Junta Revolucionaria de Gobierno de Granada durante la Revolución de 1868, diputado y senador por la provincia de Alicante, segundo cabo de la Capitanía general de la isla de Cuba (1872), ministro de la Guerra interino (1872), capitán general de Baleares (1872), y de Canarias (1885-1887), así como consejero de Estado (1881) y del Consejo supremo de Guerra y Marina (1887).
Hijo del también militar general Jaime Carbó y Rissech, ingresó en el Ejército como cadete de Infantería en 1832. Participó, como ayudante de su padre en las tomas de Marbán y de la plaza de Portalegre (Portugal) en Extremadura, así como en diversas acciones contras los partidarios del pretendiente Carlos María Isidro de Borbón en Farriols, Calaf, Coll de Comadros y San Juan de las Ataderas, Puigcerdá y Ripoll, durante la Primera Guerra Carlista, consiguiendo tres cruces de San Fernando de primera clase por su participación en las acciones de guerra como teniente del Regimiento Almansa en 1937.
Fue destinado a Canarias para combatir el contrabando y a su regreso participó en las revoluciones de 1848 y en la Vicalvarada de 1854, por cuya causa estuvo en peligro de ser fusilado.
En 1857 ascendió a brigadier y ocupó varios destinos como comandante general del Maestrazgo, gobernador militar de Morella y de Alicante.
Encontrándose en Granada, ciudad de donde era natural su esposa María de Gracia de Soria y Ladoux, fue uno de los dirigentes que encabezaron el pronunciamiento revolucionario en la ciudad el 26 de septiembre de 1868, presidiendo la Junta Revolucionaria creada tras el triunfo de la sublevación.
Ocupó sucesivamente los cargos de segundo cabo de la isla de Cuba, capitán general de Baleares, primero interino en julio de 1871 y definitivo en septiembre del mismo año; subsecretario del ministerio de la Guerra y ministro interino del mismo en febrero de 1872; capitán general de Granada en octubre de 1873 y de Burgos en diciembre siguiente. De nuevo segundo cabo de la isla de Cuba en 1875. Finalmente fue nombrado capitán general de Canarias el 10 de septiembre de 1885, cargo que desempeñó hasta enero de 1887 cuando fue nombrado consejero del Consejo Supremo de Guerra y Marina.
Fue elegido diputado por Orihuela en las elecciones generales de 1871 e incapacitado en enero de 1872 por incompatibilidad con el cargo de capitán general de las Islas Baleares, para el que había sido nombrado el 1 de septiembre de 1871. De nuevo resultó elegido diputado por el mismo distrito en las elecciones de abril de 1872.